# Siler niser
Espèce
Siler niser est une espèce d'araignées aranéomorphes de la famille des Salticidae.

## Distribution
Cette espèce se rencontre en Inde et en Chine,.

## Description
Le mâle holotype mesure 4,10 mm et la femelle paratype 5,31 mm.

## Systématique et taxinomie
Cette espèce a été décrite par Caleb, Parag et Datta-Roy en 2023.

## Étymologie
Son nom d'espèce lui a été donné en référence au lieu de sa découverte, le National Institute of Science Education and Research.

## Publication originale
- Caleb, Parag & Datta-Roy, 2023 : « A new species of the genus Siler Simon, 1889 (Araneae, Salticidae, Chrysillini) from India. » Zoosystematics and Evolution, vol. 99, no 1, p. 209-216 (texte intégral).